# Невеста Франкенштейна (персонаж)
Невеста Франкенштейна (англ. Bride of Frankenstein) — персонаж ряда сюжетных развитий (литературных и кинематографических) классического романа Мэри Шелли «Франкенштейн, или Современный Прометей» (1818).
В романе Виктор Франкенштейн соглашается сделать для Чудовища подругу, которая скрасила бы его одиночество — если условие будет выполнено, Чудовище обещает оставить Франкенштейна и его семью в покое. Уже приступив к работе, Франкенштейн отказывается от своего обещания, не желая повторять уже сделанную им ужасную ошибку и создавать ещё одно несчастное существо, отягощённое злом.
Однако в фильме Джеймса Уэйла «Невеста Франкенштейна» (1935) идея была доведена до воплощения и Франкенштейн оживил созданную им Невесту. Это привело к трагедии: девушка пугается Чудовища, которое впадает в ярость и уничтожает лабораторию вместе с собой и Невестой, отпустив перед этим Франкенштейна с Элизабет.
Существенным является то, что Невеста получается у Франкенштейна гораздо ближе к идеальному существу — она как минимум красива.
Этот сюжетный мотив претерпел в дальнейшем довольно значительную эволюцию. Например, в фильме «Невеста» (1985), который является вольным продолжением «Невесты Франкенштейна», и Чудовище, и Невеста остаются в живых и аристократ Франкенштейн пытается сделать из Невесты свободную от предрассудков передовую женщину; эксперимент ему удаётся гораздо лучше, чем он сам хотел — Франкенштейн влюбляется в своё создание, но девушка его отвергает.
Вариации персонажа существуют также в фильмах «Франкенштейн создал женщину» (1967).
В фильме Кеннета Браны «Франкенштейн Мэри Шелли» (1994) образ Невесты приобретает двойной смысл — Франкенштейн создает её, пытаясь оживить свою собственную невесту Элизабет, убитую Чудовищем.